# Moniłówka
Moniłówka (ukr. Монилівка) – wieś na Ukrainie w rejonie tarnopolskim należącym do obwodu tarnopolskiego. 
W II Rzeczypospolitej miejscowość w powiecie zborowskim województwa tarnopolskiego.
W styczniu 1945 nacjonaliści ukraińscy z OUN-UPA zamordowali we wsi 12 Polaków.
Do 2020 w rejonie zborowskim.